# Buttermarktkapelle St. Michael

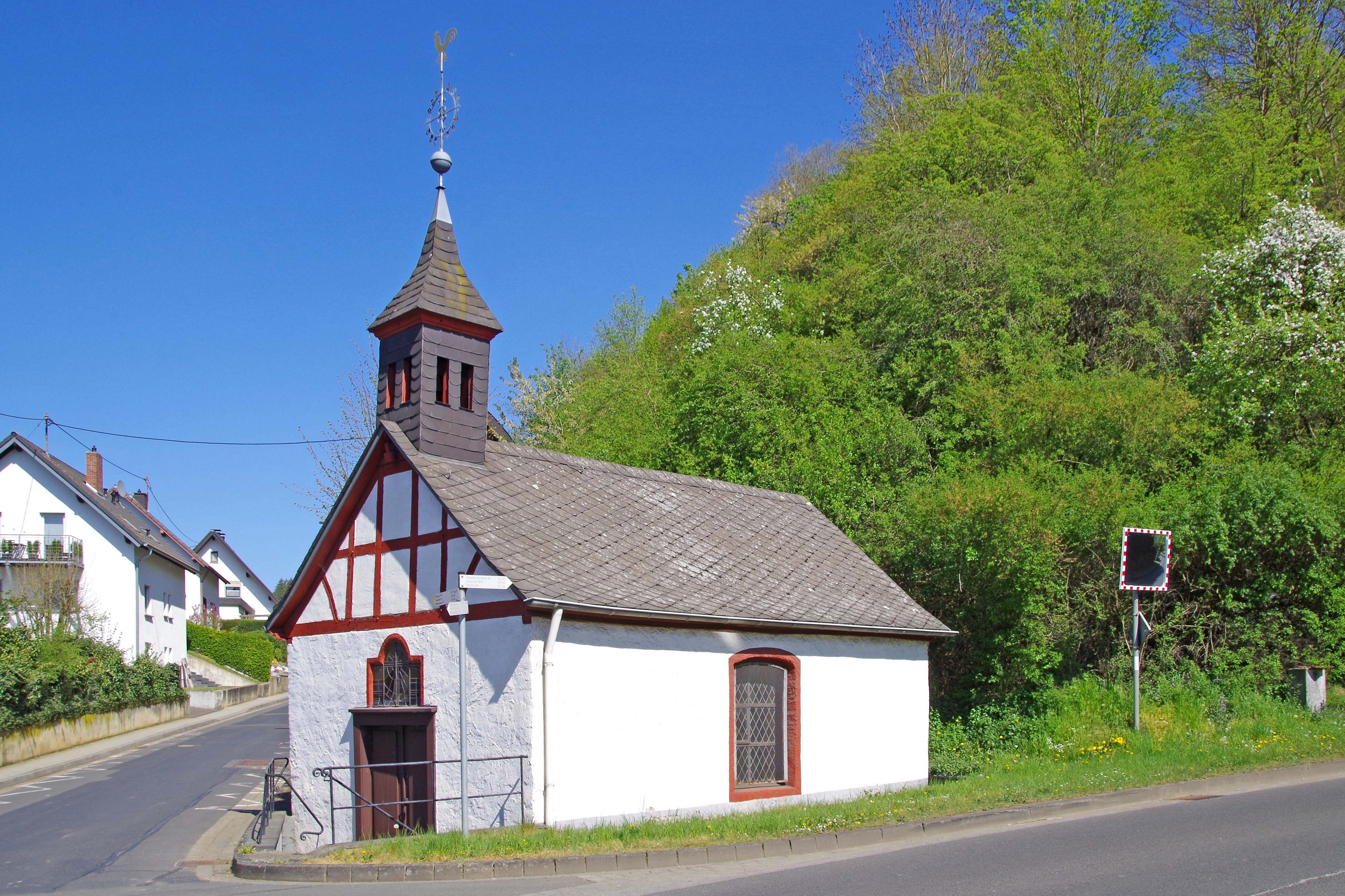
Buttermarktkapelle in Adenau

Die katholische Buttermarktkapelle in Adenau, einer Stadt im Landkreis Ahrweiler (Rheinland-Pfalz), wurde um 1800 erbaut und befindet sich an der Hauptstraße/Ecke Mittelbachstraße. Die dem Erzengel Michael geweihte Kapelle ist ein geschütztes Kulturdenkmal.
Clemen schreibt, die Kapelle sei 1839 errichtet worden. Dieses Baudatum ist jedoch in den Quellen nicht nachweisbar. Der 6,44 m lange und 4,03 m breite Saalbau steht im ältesten Stadtviertel von Adenau, dem Buttermarkt.
Der schlichte, rechteckige Bau besitzt ein doppeltüriges Portal mit einem Bleiglasfenster darüber. Auf dem Satteldach sitzt ein Dachreiter mit einer Glocke. Die Portalseite ist mit einem Fachwerkgiebel ausgeführt. 
Der steinerne Altar im Innern ist neu. Der Raum mit einer flachen Decke bietet Platz für sechs Holzbänke. 

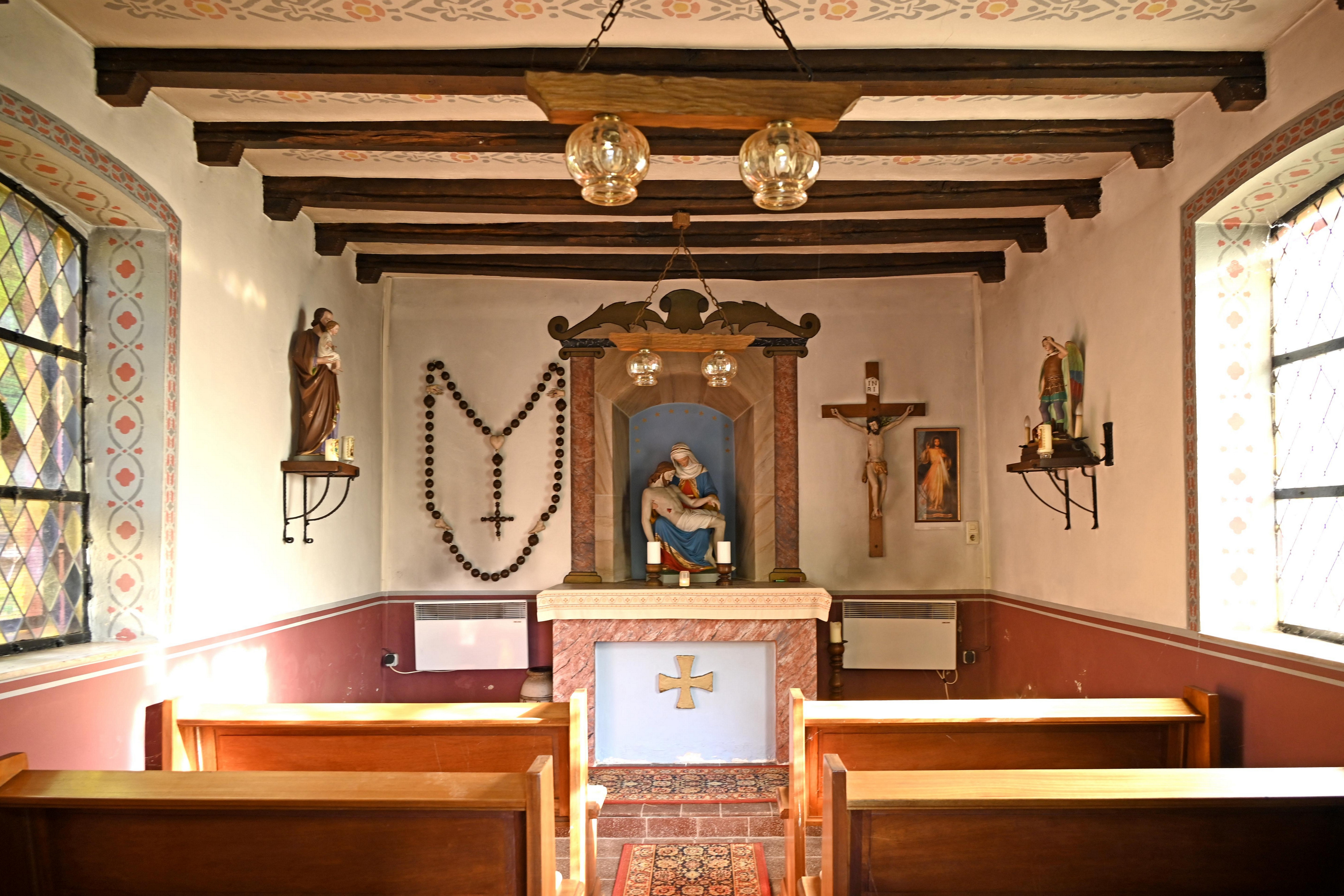
Innenraum
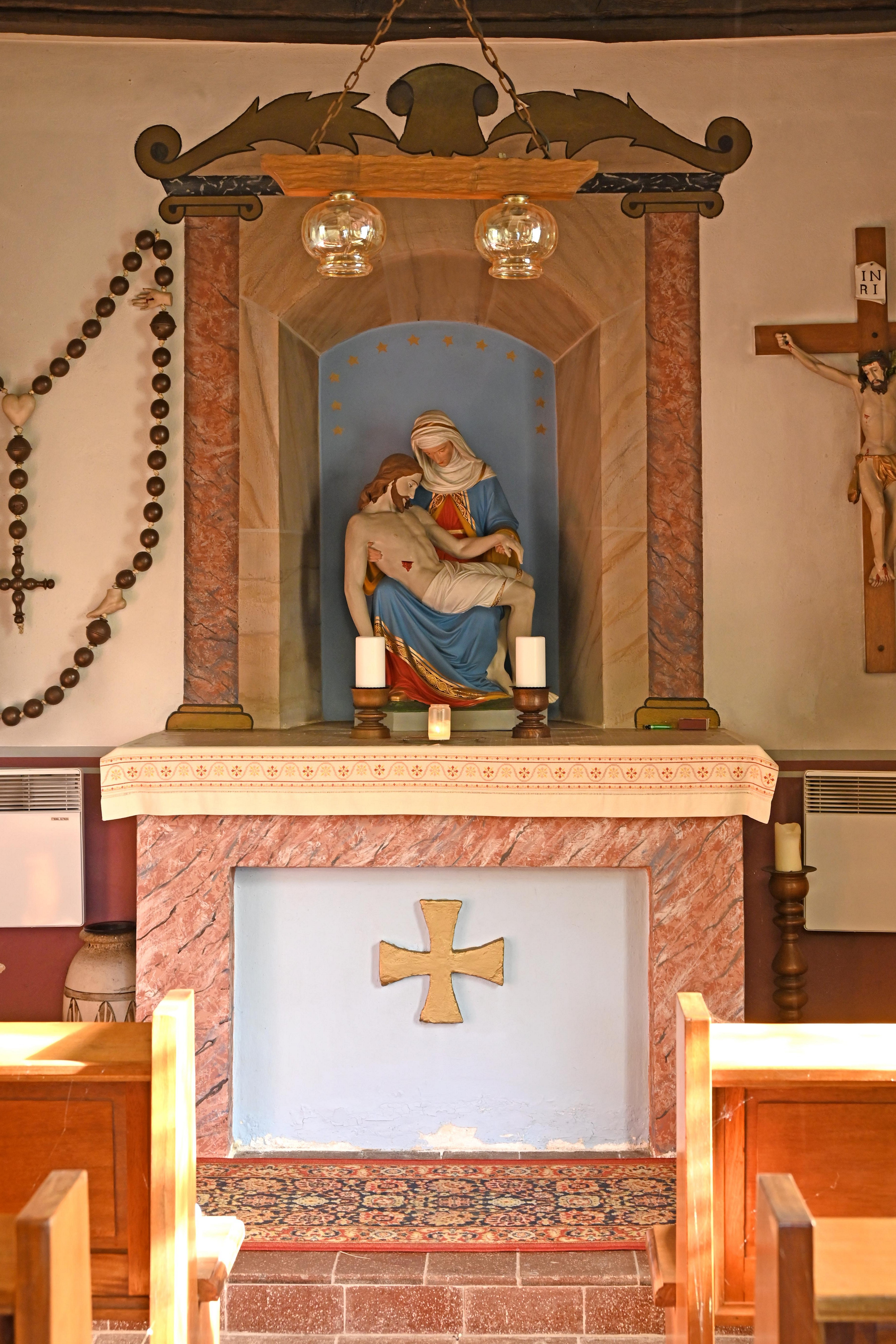
Altar
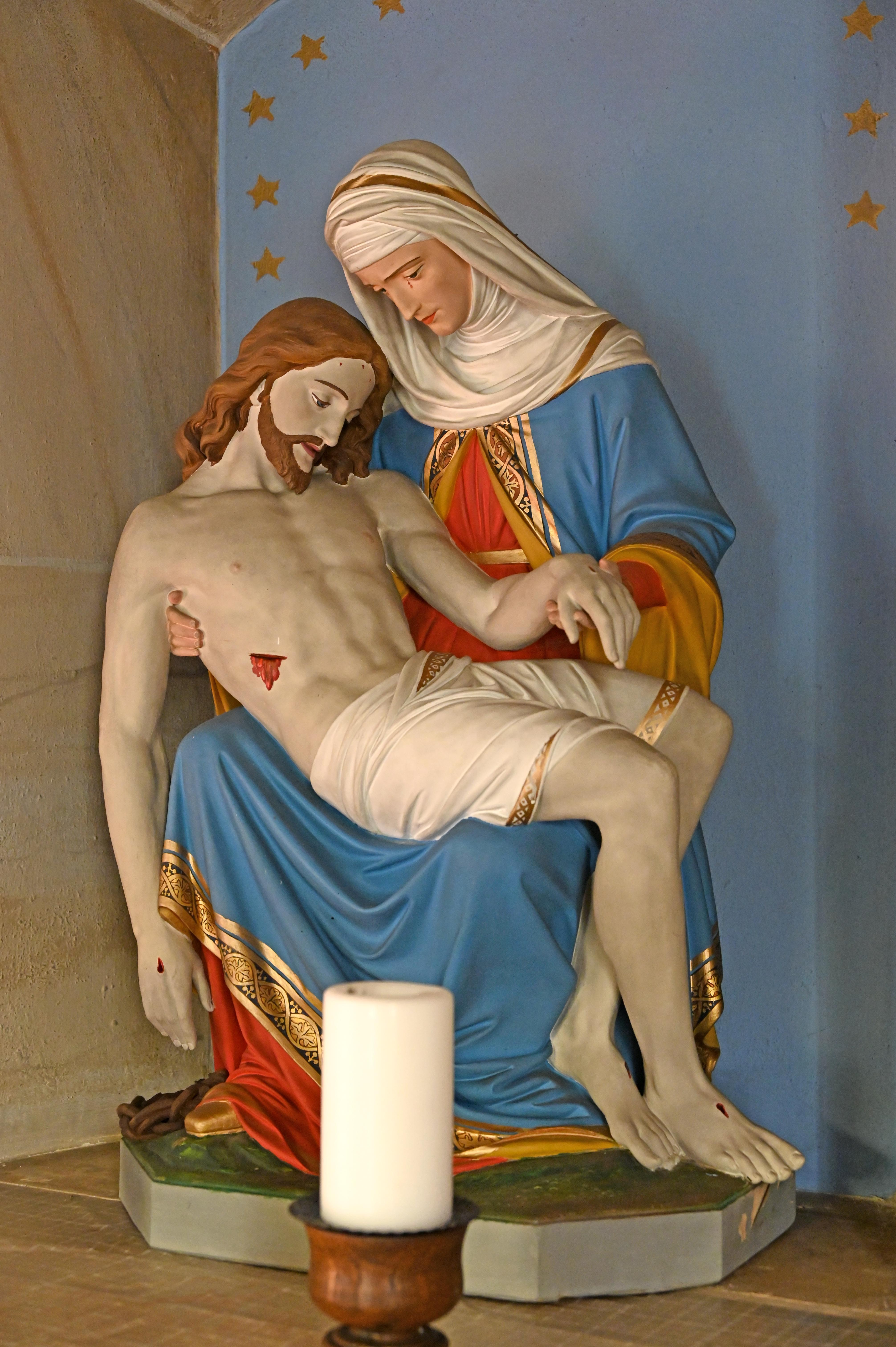
Pietà
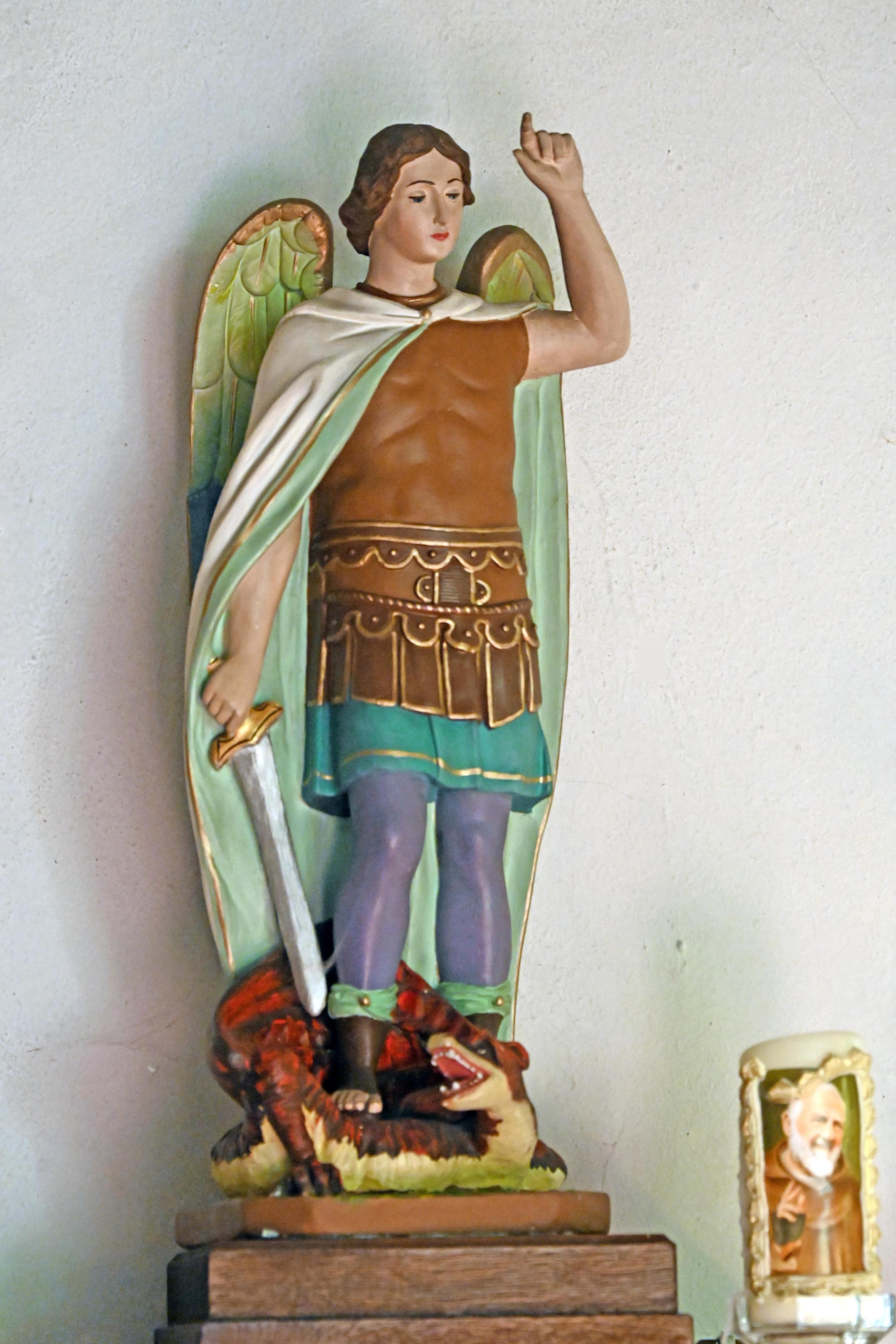
Statue St. Michael